# Saint-Julien-de-Coppel

Saint-Julien-de-Coppel este o comună în departamentul Puy-de-Dôme, Franța. În 1 ianuarie 2022 avea o populație de 1.294 de locuitori.